# Trício (Espanha)
Trício (em castelhano: Tricio) é um município da Espanha 
na província e comunidade autónoma de La Rioja, de área 6,35 km² com população de 439 habitantes (2007) e densidade populacional de 59,65 hab/km².

## Demografia
| Variação demográfica do município entre 1991 e 2004 | Variação demográfica do município entre 1991 e 2004 | Variação demográfica do município entre 1991 e 2004 | Variação demográfica do município entre 1991 e 2004 |
| --------------------------------------------------- | --------------------------------------------------- | --------------------------------------------------- | --------------------------------------------------- |
| 1991                                                | 1996                                                | 2001                                                | 2004                                                |
| 401                                                 | 389                                                 | 403                                                 | 380                                                 |